# Autoroute fédérale 44
Pour les articles homonymes, voir A44.
L'autoroute fédérale 44 (en allemand : Bundesautobahn 44 ou BAB 44, A44 ou Autobahn 44) est une autoroute allemande qui relie Lichtenbusch à Hessisch Lichtenau.

## Tracé
L'autoroute commence à la frontière avec la Belgique, à Lichtenbusch, traverse la Rhénanie-du-Nord-Westphalie en desservant les villes de Mönchengladbach, Düsseldorf et Bochum. Elle se poursuit ensuite à l'est jusqu'à Cassel, en Hesse.

## Galerie d'images

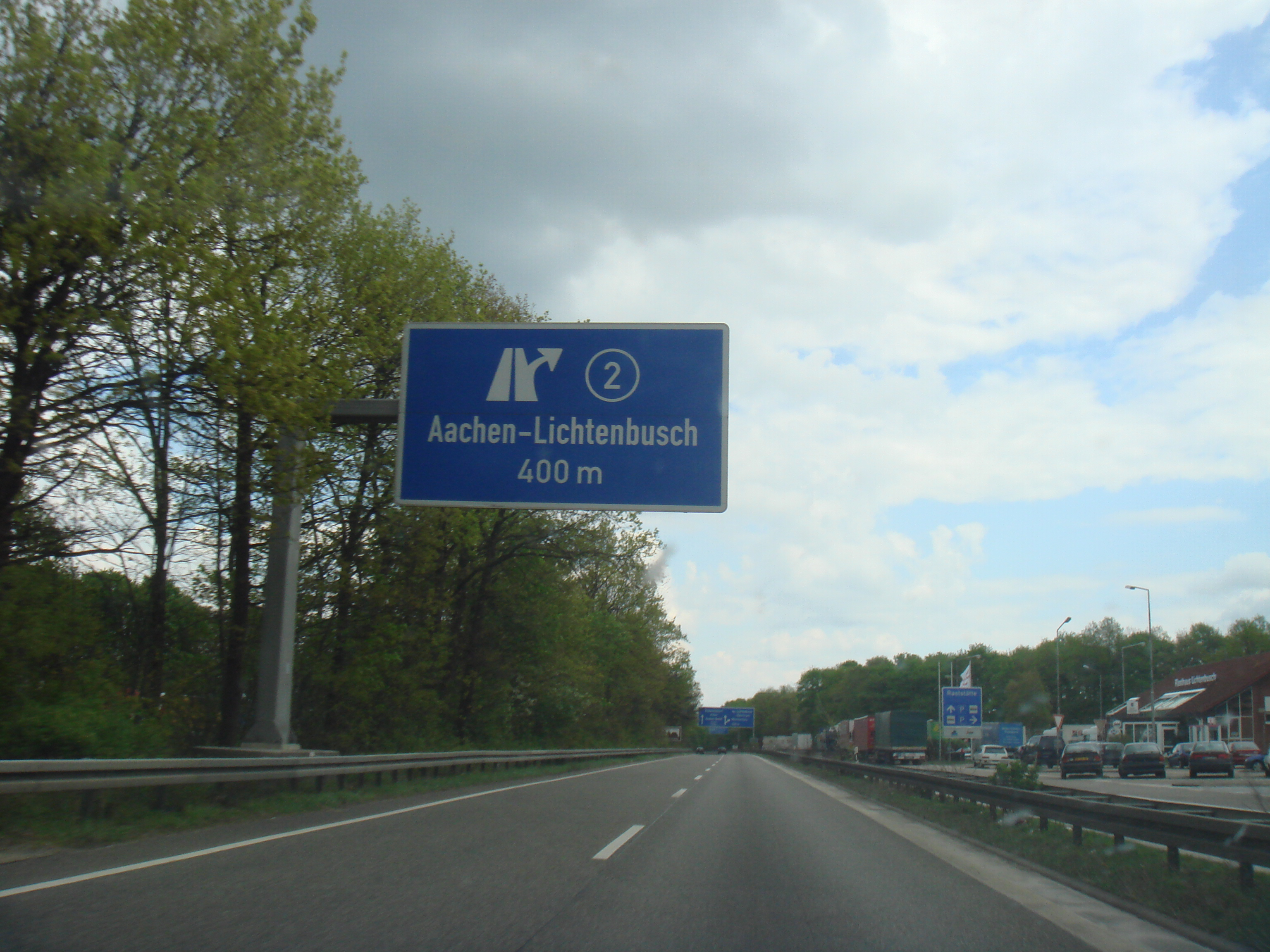
Annonce de la sortie 2 sur l'autoroute 44
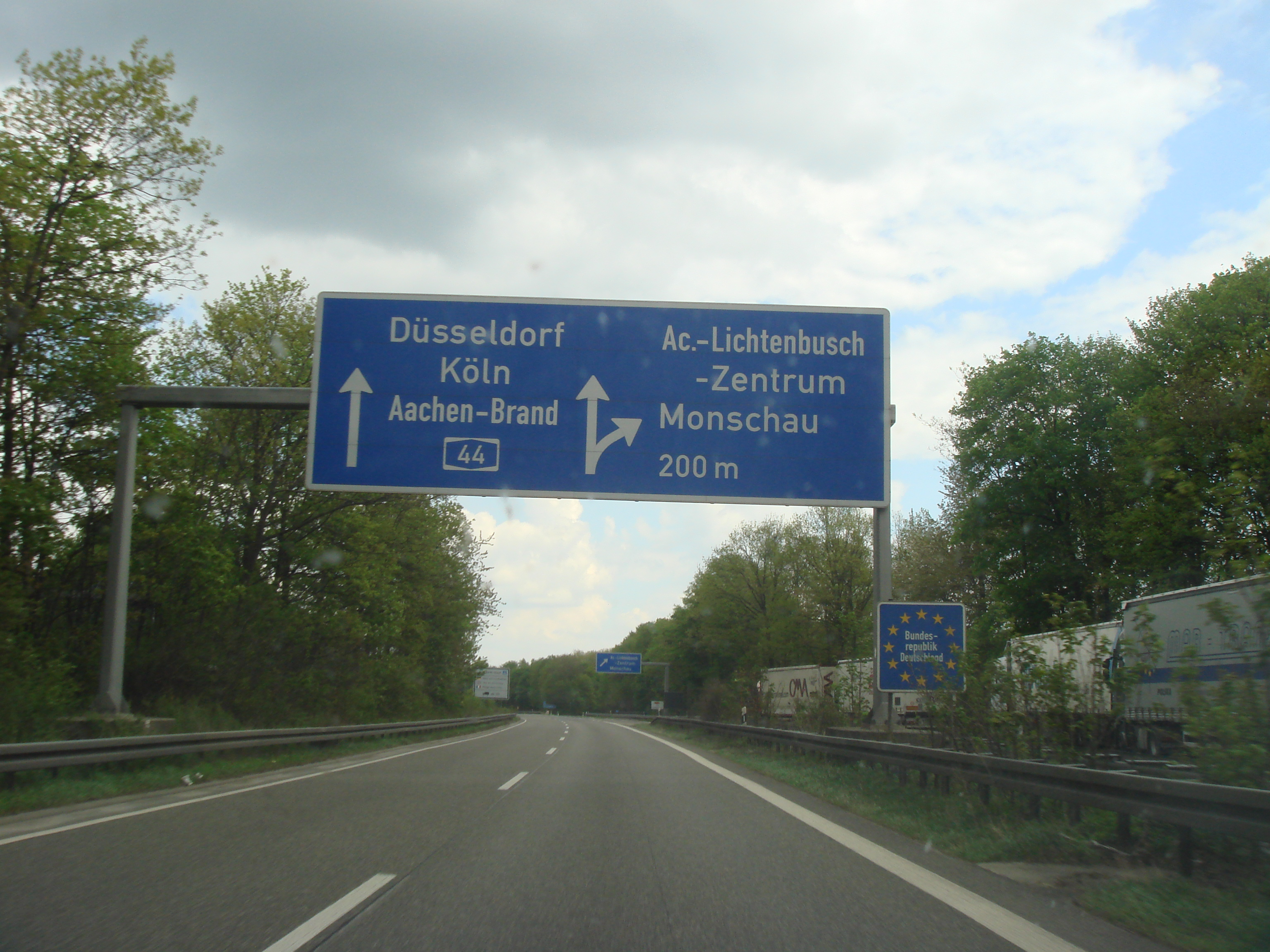
Sortie 2 sur l'autoroute 44
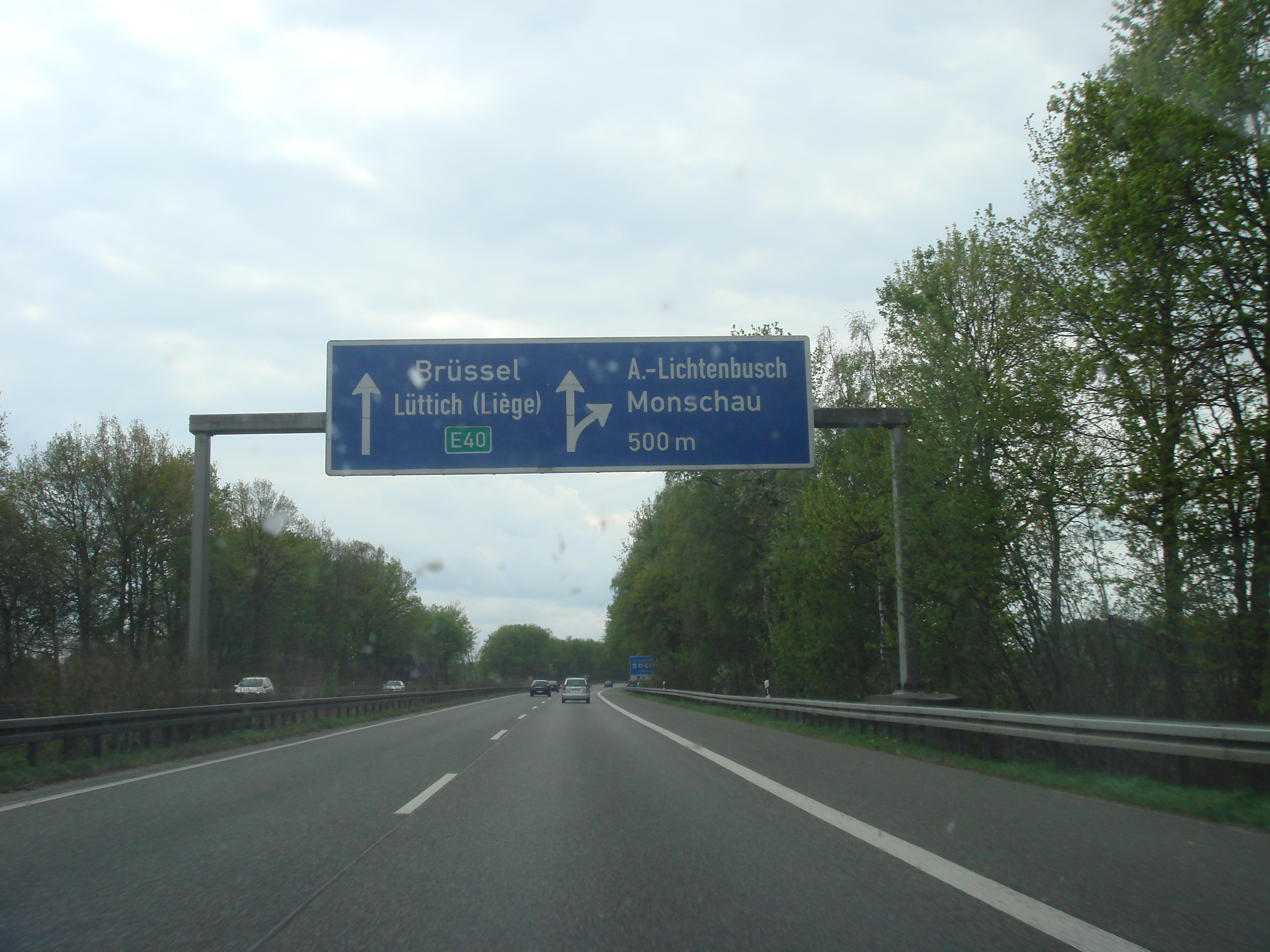
L'autoroute 44 en direction de la Belgique